# イェシェー・リンチェン
イェシェー・リンチェン（Ye shes rin chen、1248年 - 1294年）は、チベット仏教サキャ派の仏教僧。大元ウルスにおける4代目の帝師を務めた。
漢文史料の『元史』では亦摂思連真（yìshèsī liánzhēn）と表記される。

## 概要
『フゥラン・テプテル』によると、サキャ・パンディタとパクパの弟子にはシャル（Shar/東）、ヌプ（Nub/西）、クン（Gun/中間）という三派があり、その内シャル派に属するチュポジェツンキャプ（Phyug po rje btsun skyabs）の息子がイェシェー・リンチェンであったという。イェシェー・リンチェンは臨洮に滞在していたパクパを迎えるために派遣されたが、パクパとともに大元ウルス朝廷を訪れてセチェン・カアン（世祖クビライ）に気に入られ、やがて帝師になったとされる。これに対応するように、漢文史料の『元史』には至元23年（1286年）に「亦摂思連真（イェシェー・リンチェン）」が「帝師と為った」と記される。
大元ウルスにおける仏教の統括者たる帝師は、初代パクパから第3代ダルマパーラ・ラクシタに至るまではサキャ派の中核氏族たるコン氏出身者が務めているが、第4代帝師のイェシェー・リンチェンはコン氏の出身ではない。これは、この頃クビライによる周辺諸国への干渉が強まる中で、チベットに対してもコン氏の人間を大元ウルス領内に留め置くことで統制を強化するという政策が行われ、その結果チベット本国にコン氏の男子がいなくなってしまったためと考えられている。なお、『フゥラン・テプテル』にはヌプ（Nub/西）派はパクパとクンガ・サンポが対立した際（クンガ・サンポの乱）にクンガ・サンポ側に味方し、クンガ・サンポが敗者となるとヌプ派の座主はマンジ（＝江南地方）に流刑になったと記されており、シャル派はこのサキャ派内部の対立でパクパに味方したが為に地位が向上し帝師を輩出するに至ったものとみられる。
『元史』釈老伝には至元31年（1294年）に亡くなったと記されるが、次の帝師が任命されたのは至元28年（1291年）のことであるため、サキャ派内部での抗争に巻き込まれて地位を失ったのではないかとされる。一方、チベット語史料では47歳で五台山（rtse lna）で亡くなったと記される。イェシェー・リンチェンの没後、帝師の地位はシャル派とはまた別の派閥であるカンサルパのタクパ・オーセルに受け継がれた。